# Дерихвіст малий
Дерихвіст малий (Glareola lactea) — вид сивкоподібних птахів родини дерихвостових (Glareolidae).

## Поширення
Вид поширений в тропічній Азії. Трапляється в Індії, Західному Пакистані, Бангладеш, М'янма, Лаосі, Камбоджі, Шрі-Ланці та Таїланді.

## Опис
Дрібний птах завдовжки 16,5-18,5 см, з розмахом крил 42–48 см. У нього коротких дзьоб, короткі ніжки, довгі загострені крила і короткий хвіст. Крила сірі зверху з чорними криючими та чорно-білими смужками на задньому краї махових. Верх голови коричневих. Хвіст білий з чорним кінцевим трикутником. Черево біле.

## Спосіб життя
Птах живе на відкритих посушливих територіях біля водойм. Живиться комахами, на яких полює під час польоту, хоча може і полювати на землі. Розмножується з грудня по березень на гравійних або піщаних берегах біля річок та озер, відкладаючи 2-4 яйця в землю.